# Amuleto

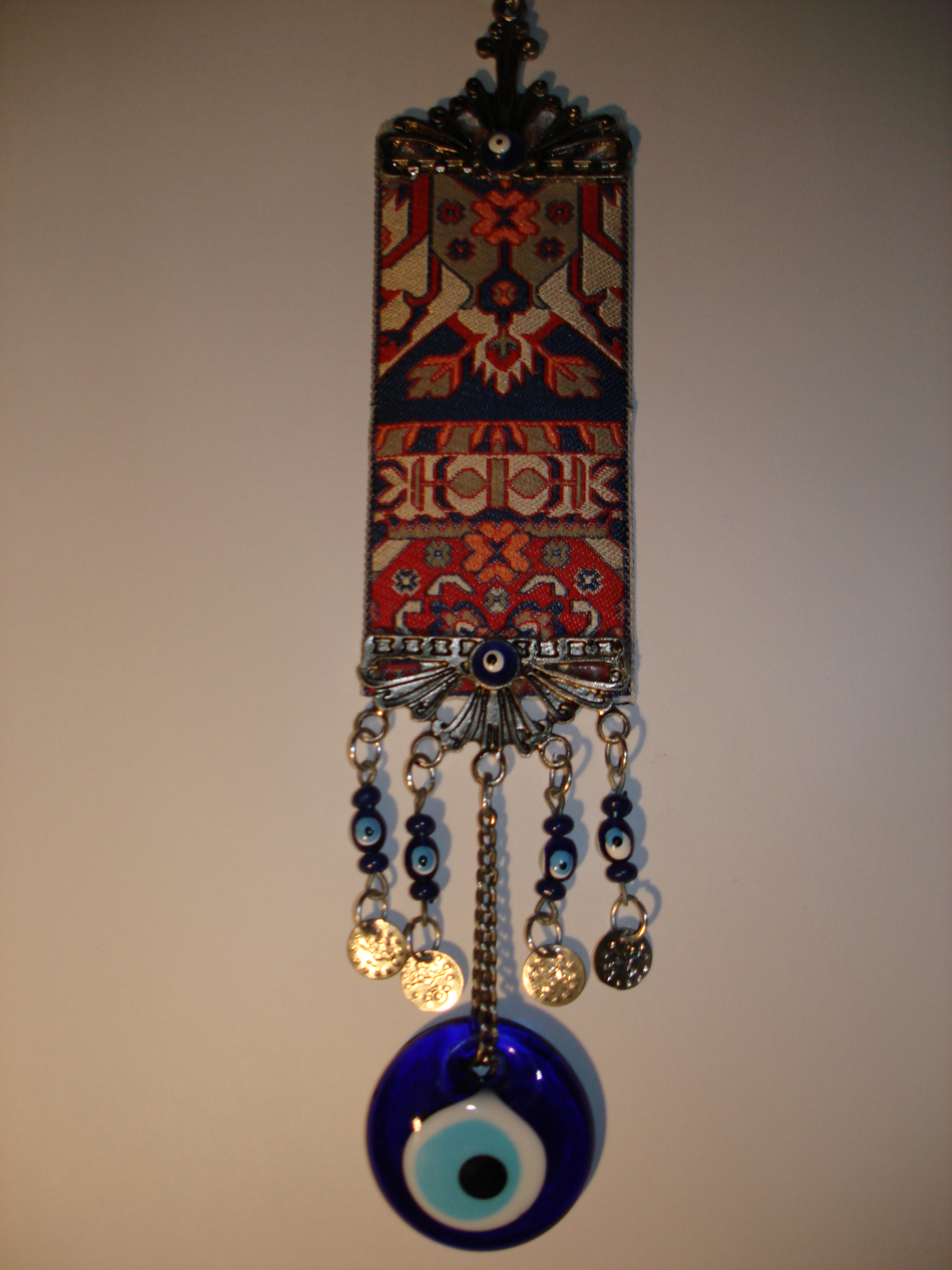
Um nazar, um amuleto para afastar o mau-olhado

Um amuleto, também conhecido como amuleto da sorte ou filactério, é um objeto que se acredita conferir proteção ao seu possuidor. A palavra "amuleto" vem da palavra latina amuletum, que a História Natural de Plínio descreve como "um objeto que protege uma pessoa de problemas". Qualquer coisa pode funcionar como um amuleto; itens comumente usados incluem estátuas, moedas, desenhos, partes de plantas, partes de animais e palavras escritas.
Amuletos que dizem derivar suas propriedades e poderes extraordinários da magia ou aqueles que dão sorte são tipicamente parte da religião popular ou do paganismo, enquanto amuletos ou objetos sagrados da religião convencional formalizada como no cristianismo acredita-se que não têm poder próprio sem fé em Jesus e sendo abençoado por um clérigo, e eles supostamente também não proporcionarão nenhum benefício sobrenatural ao portador que não tenha uma disposição apropriada. Talismãs e amuletos têm significados intercambiáveis. Amuletos referem-se a qualquer objeto que tenha o poder de evitar más influências ou má sorte. Um amuleto é um objeto que geralmente é usado para proteção e feito de um material durável (metal ou pedra dura). Os amuletos também podem ser aplicados a exemplos de papel; no entanto, a palavra 'talismã' é normalmente usada para descrevê-los. Os amuletos às vezes são confundidos com pingentes, pequenos objetos estéticos pendurados em colares. Qualquer pingente pode de fato ser um amuleto, mas também qualquer outro objeto que supostamente proteja seu portador do perigo.

## Antigo Egito

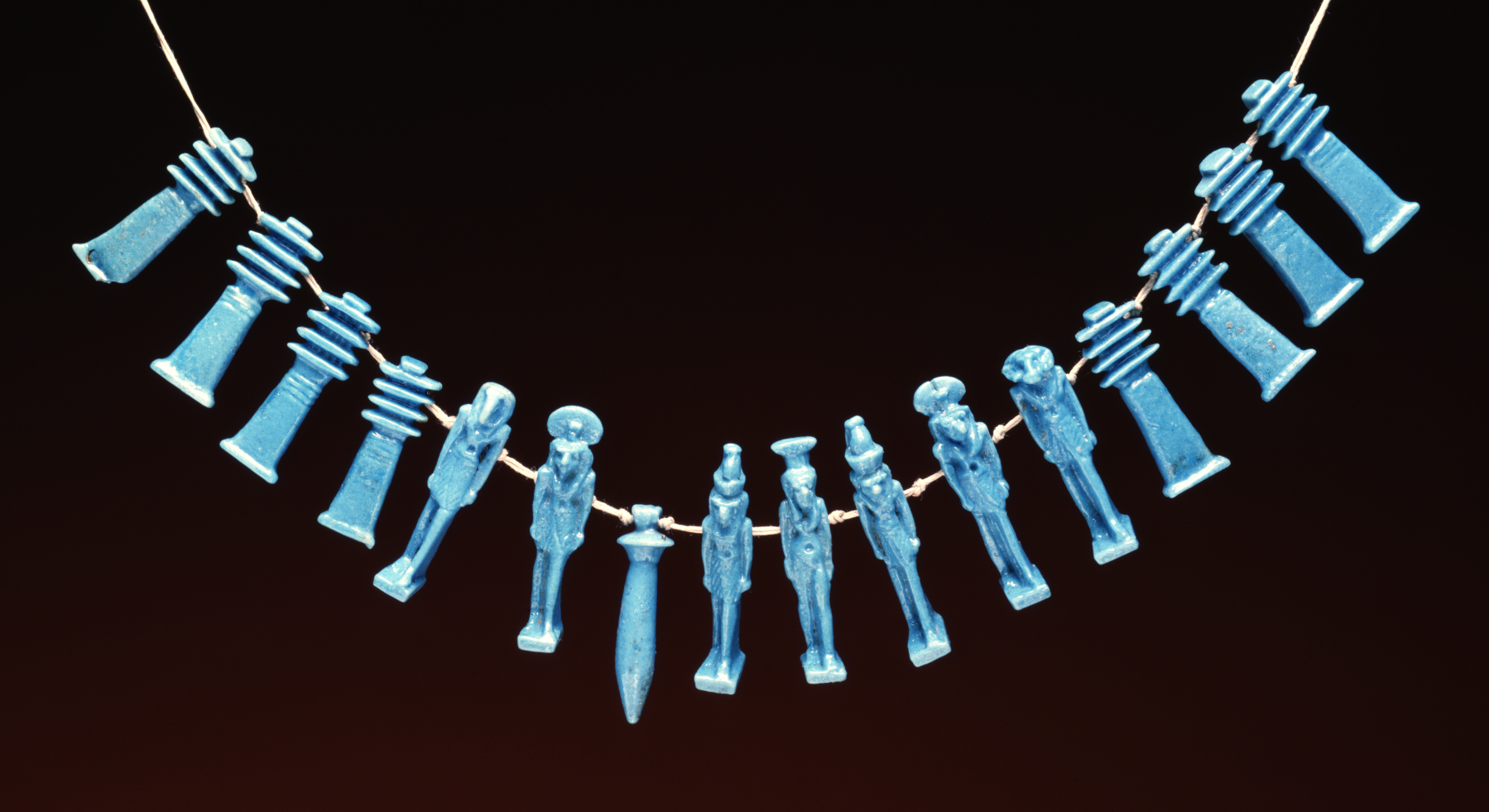
Djed, wadj e figuras de deuses; amuletos feitos de faiança egípcia

O uso de amuletos (meket) foi difundido entre os antigos egípcios vivos e mortos.:66 Eles foram usados para proteção e como meio de "...reafirmar a justiça fundamental do Universo". Acreditava-se que o deus Bes, que tinha cabeça de leão e corpo de anão, era o protetor das crianças.
As mulheres grávidas usavam amuletos representando Tuéris, a deusa do parto, para se proteger contra o aborto. :44 Acreditava-se que o deus Bes, que tinha cabeça de leão e corpo de anão, era o protetor das crianças. :44 Após o parto, uma mãe retirou seu amuleto de Tuéris e colocou um novo amuleto representando Bes. :44
Amuletos retratavam símbolos específicos, entre os mais comuns estão o ankh e o Olho de Hórus , que representava o novo olho dado a Hórus pelo deus Thoth como substituto de seu antigo olho, que havia sido destruído durante uma batalha com o tio de Hórus, Seth. :67 Amuletos eram frequentemente feitos para representar deuses, animais ou hieróglifos. :67 Por exemplo, o amuleto comum em forma de escaravelho é o emblema do deus Khepri. :67
O material mais comum para tais amuletos era um tipo de cerâmica conhecida como faiança egípcia ou tjehenet, mas os amuletos também eram feitos de pedra, metal, osso, madeira e ouro. :66 Os filactérios contendo textos eram outra forma comum de amuleto.
Como os mesopotâmios, os antigos egípcios não tinham distinção entre as categorias magia e medicina. De fato, para eles "a religião era uma ferramenta poderosa e legítima para afetar curas mágicas". Cada tratamento era uma combinação complementar de medicina prática e feitiços mágicos. Feitiços mágicos contra picada de cobra são os remédios mágicos mais antigos conhecidos do Egito.
Os egípcios acreditavam que as doenças se originavam tanto de causas sobrenaturais quanto naturais. Os sintomas da doença determinavam qual deidade o médico precisava invocar para curá-la.
Os médicos eram extremamente caros, portanto, para a maioria dos propósitos cotidianos, o egípcio médio teria confiado em indivíduos que não eram médicos profissionais, mas que possuíam alguma forma de treinamento ou conhecimento médico. Entre esses indivíduos estavam curandeiros e videntes, que podiam consertar ossos quebrados, ajudar mães a dar à luz, prescrever remédios de ervas para doenças comuns e interpretar sonhos. Se um médico ou vidente não estivesse disponível, as pessoas comuns simplesmente lançariam seus feitiços por conta própria, sem assistência. Provavelmente era comum que os indivíduos memorizassem feitiços e encantamentos para uso posterior.

### Amuletos de divindade feminina

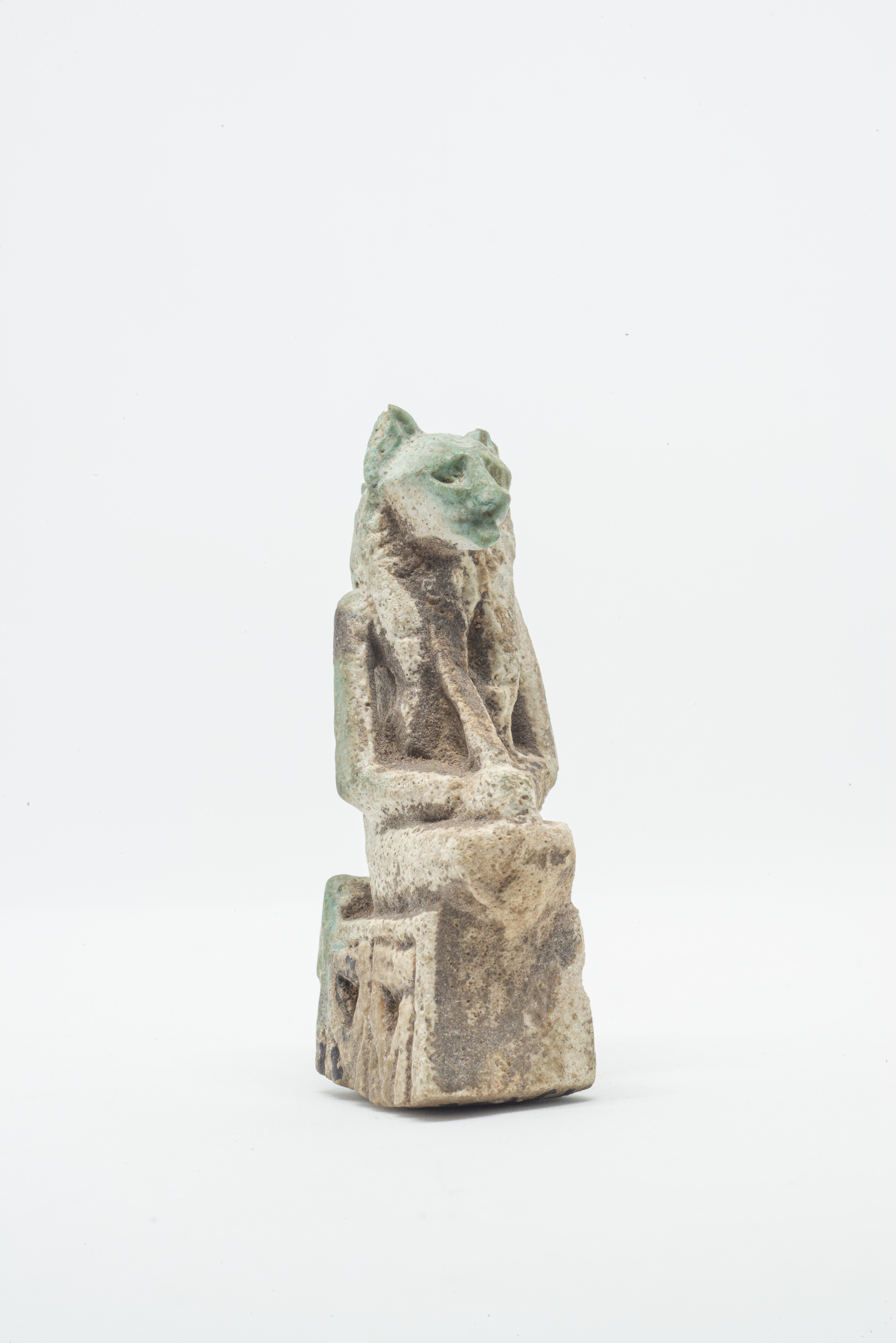
Deusa com cabeça de leoa sentada

A Faiança egípcia de uma deusa com cabeca de felino sentada em trono acompanhada pelo deus serpente Nehebkau, segurando um sistro, são associadas a deusa do delta oriental, Bastet. Amuletos de entidades femininas sagradas eram comuns no Terceiro Período Intermediário e eram usados pelos vivos como forma de receber protecão e fertilidade.
Amuletos em forma de animais eram usados como forma de adquirir tanto em vida, quanto após a morte, as qualidades e poderes mágicos de tal divindade. Pequenas imagens de gato, como o Gato da deusa Bastet eram usados com esse intuito, em que inúmeras divindades femininas poderiam ser associadas a felinos, em destaque a deusa Bastet, que passou a ser identificada a partir da Baixa Época com um aspecto felino, no sentido mais dócil.

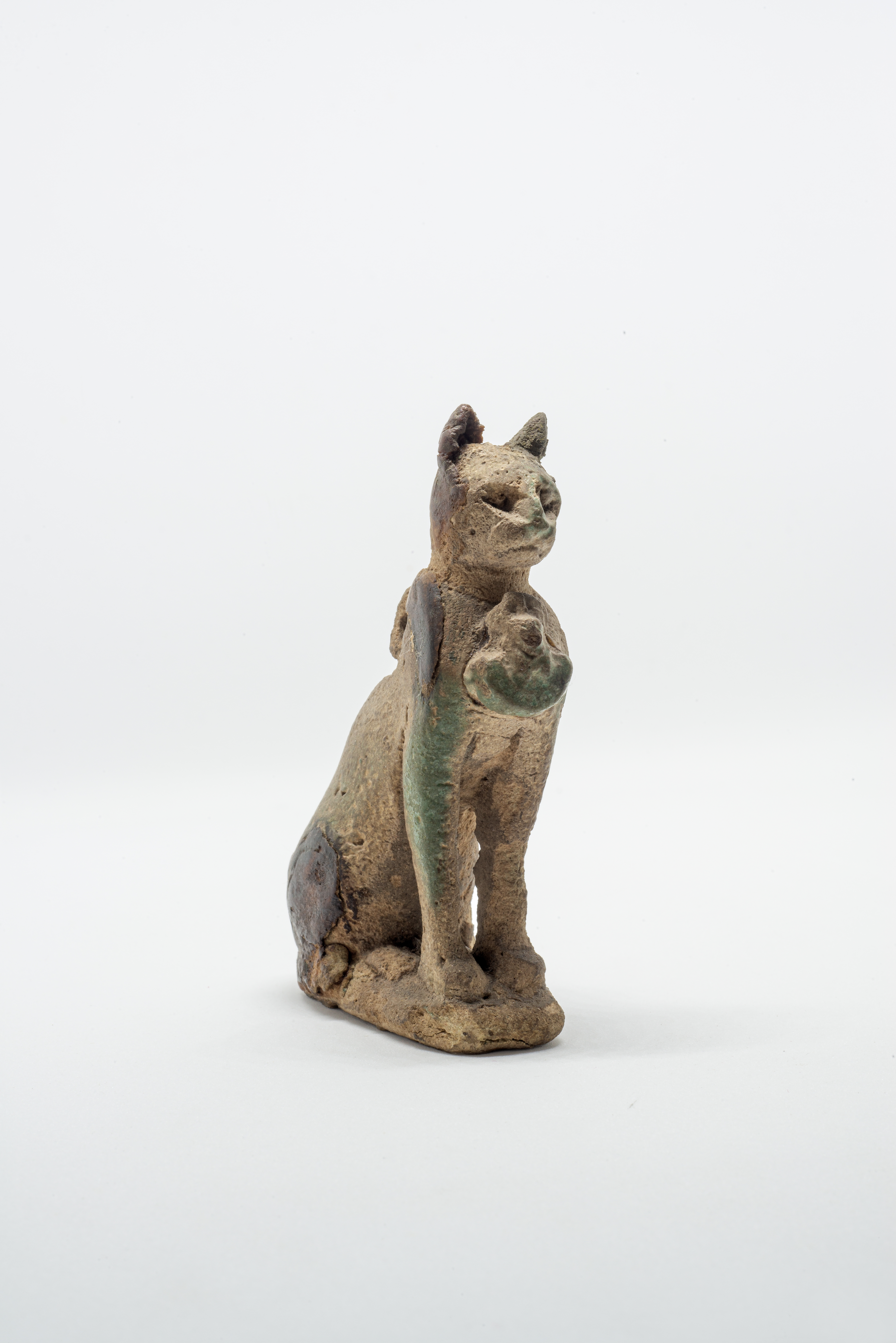
Gato da deusa Bastet